# Agenjosia validicornis
Agenjosia validicornis es una especie de coleóptero de la familia Aderidae. Habita en África.